# Оболонський острів (коса, Київ)

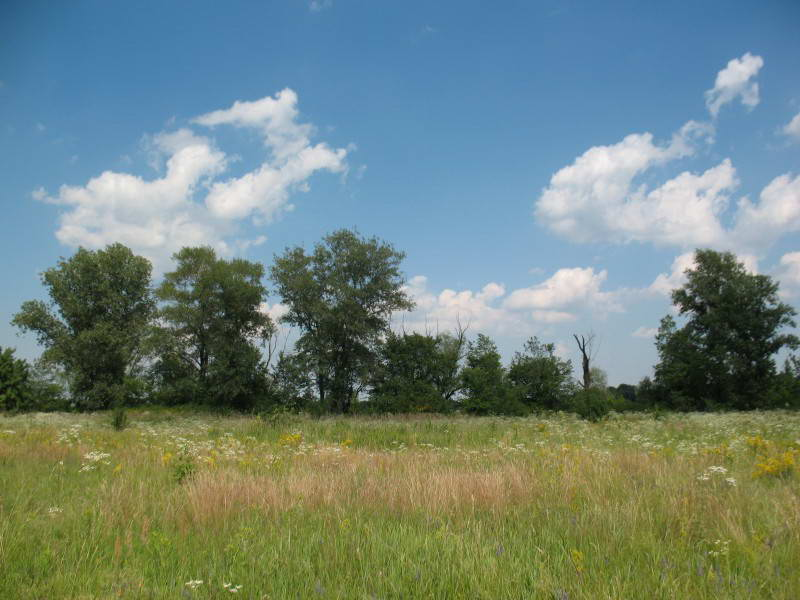
Куточок Оболонської коси. Фото 2011 р.

Оболонська коса, також Оболонський острів — піщаний алювіальний масив колишнього материкового узбережжя правобережної Оболонської заплави, разом з основою коси в районі вул. Прирічної, створює косу, що обмежує з боку Дніпра Оболонську затоку в межах Оболонського району Києва. 
Є пішохідною зоною та прогулянковим парком в Києві. Сполучається з парком Наталка через місток Азовсталь. 
Площа об’єкту складає 14,77 га. 

## Формування
Цей острів також в останній час називають Оболонським, хоча це більш пізнє утворення за формування власне Оболонського острова біля західного узбережжя острова Муромець. Адже це фактично залишена будівельниками житлового масиву Оболонь смуга природного узбережжя Оболоні нижче колишнього острова Чичин.

## Природна цінність
До будівництва розважального парку острів мав високе природне значення. Зважаючи на свій реліктовий характер – це був дуже цінний об’єкт, що зберігав залишки природних біотопів колишньої оболонської заплави.

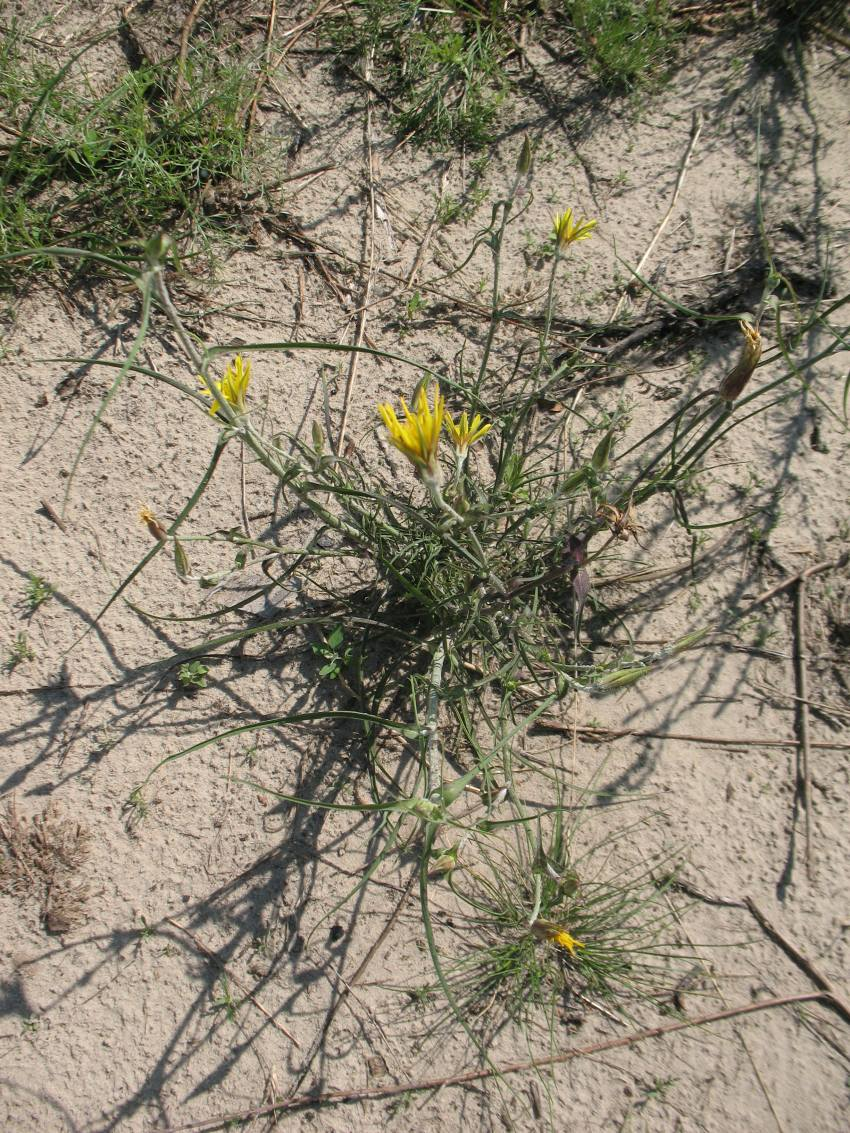
Козельці українські - рідкісна в Києві рослина прірічкових пісків

Деревна рослинність була представлена розрідженими спонтанними деревостанами з тополі білої (Populus alba) та чорної (Populus nigra), осики (Populus tremula). Наявні надзвичайно мальовничі старовікові екземпляри тополі чорної – релікти давньої Оболоні. До цих дерев домішуються дуб черещатий (Quercus robur) та клен гостролистий (Acer platanoides), ясен звичайний (Fraxinus excelsior) та в’яз гладкий (Ulmus laevis). До дервостанів міцно увійшли також інтродуковані робінія (Robinia pseudoacacia), клен американський (Acer negundo), клен сріблястий (Acer saccharinum) та дуб червоний (Quercus rubra). Самосівом тут розповсюдилися сосна звичайна (Pinus sylvestris), вишня (Cerasus vulgaris), абрикос (Armeniaca vulgaris), яблуня (Malus domestica), горобина звичайна (Sorbus aucuparia), груша (Pyrus communis), які не були характерні для заплави Дніпра до зарегулювання річки в Києві.
Ярус чагарників формували бузина чорна (Sambucus nigra), свидина криваво-червона (Swida sanguinea), інтродукована аморфа кущова (Amorpha fruticosa), дрік фарбувальний (Genista tinctoria), крушина ламка (Frangula alnus), глід кривочашечковий (Crataegus rhipidophylla), черешня (Prunus avium), слива (Prunus domestica), шипшина собача (Rosa canina), ожина сиза (Rubus caesius). Наявні також ліани: хміль (Humulus lupulus), інтродукований дівочий виноград п'ятилисточковий (Parthenocissus inserta) та здичавілий виноград (Vitis vinifera).
В травостої лісових ділянок та чагарникових заростей зростали бугила лісова (Anthriscus sylvestris), розхідник звичайний (Glechoma hederacea), буквиця лікарська (Betonica officinalis), паслін солодко-гіркий (Solanum dulcamara), полин лікарський (Artemisia abrotanum), ранник вузлуватий (Scrophularia nodosa), хвилівник звичайний (Aristolochia clematitis), ластовень лікарський (Vincetoxicum hirundinaria), підмаренник чіпкий (Galium aparine), чистотіл звичайний (Chelidonium majus), вероніка дібровна (Veronica chamaedrys), кульбаба лікарська (Taraxacum officinale aggr.), подорожник великий (Plantago major) та парило звичайне (Agrimonia eupatoria). 

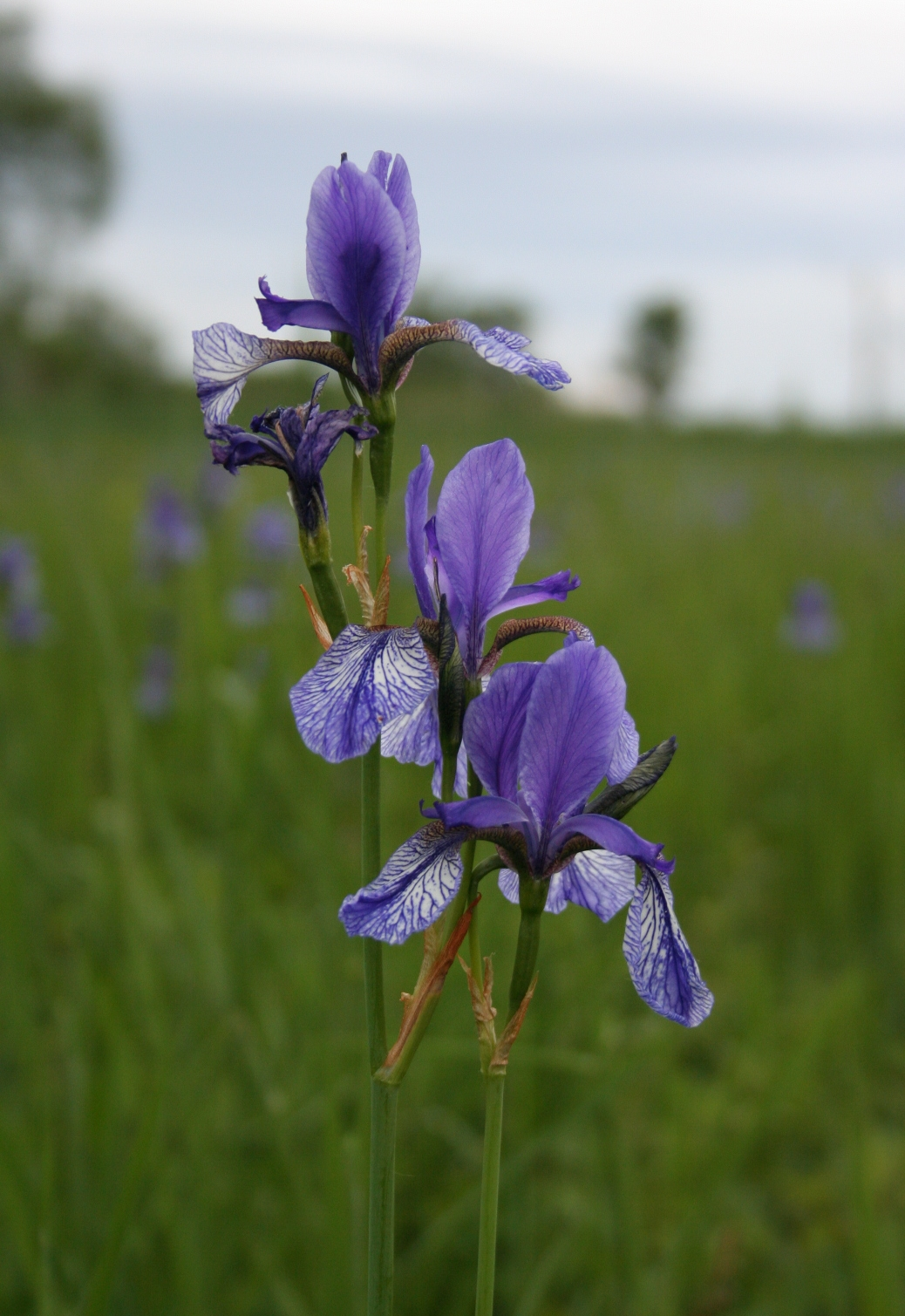
На вологих луках Оболонської коси зростали півники сибірські

На піщаних дюнах зустрічалися зарості верби гостролистої (Salix acutifolia). Поширені також ділянки псамофітної рослинності з домінуванням костриці Бекера (Festuca beckeri) та кипця сизого (Koeleria glauca). В складі таких угруповань зростають осока лігерійська (Carex ligerica), енотера дворічна (Oenothera biennis), перстач сріблястий (Potentilla argentea), червець багаторічний (Scleranthus perennis), псамофілієла мурова (Psammophliella muralis), куничник наземний (Calamagrostis epigejos), полин дніпровський (Artemisia campestris), подорожник ланцетолистий (Plantago lanceolata), пижмо звичайне (Tanacetum vulgare), дивина фіолетова (Verbascum phoeniceum), гвоздика Борбаша (Dianthus borbasii), щавель кислий (Rumex thyrsiflorus) та горобиний (Rumex acetosella), очиток звичайний (Sedum maximum) та шестирядний (Sedum sexangulare) та деревій щетинистий (Achillea setacea). Було виявлено популяцію козельців українських (Tragopogon ucrainicus), які було внесено до Європейського Червоного списку 1991 р.
Біотопи псамофітних лук охороняються згідно Оселищної директиви ЄС. Зокрема, охороняються піонерна псамофітна рослинність: угруповання костриці-келерії — код 6120, остепнені луки — код 6210. 
Псамофітні угруповання також охороняються Додатком 1 до Резолюції №4 Бернської конвенції: Євро-сибірські піонерні угруповання на карбонатних пісках — Е1.12 (відповідник біотопу 6120 Директиви ЄС), не зімкнені не середземноморські сухі кислі та нейтральні трав’яні угруповання, у тому числі континентальні трав’яні угруповання на дюнах — Е1.9 псамофітні піонерні комплекси (відповідник біотопу 2330 Директиви ЄС). Охороняється також комплекс біотопів Х35 — континентальні піщані дюни.
Природну цінність острова Оболонської коси становили також добре збережені лучні екосистеми за участі багатого набору видів, серед яких: осока рання (Carex praecox), морква дика (Daucus carota), миколайчики плоскі (Eryngium planum), люцерна хмелевидна (Medicago lupulina), холодок лікарський (Asparagus officinalis), деревій звичайний (Achillea millefolium), цибуля гранчаста (Allium angulosum), в’язіль різнобарвний (Securigera varia), конюшина польова (Trifolium arvense), підмаренник справжній (Galium verum) та північний (Galium boreale), зірочник злаковидний (Stellaria graminea), молочай лозний (Euphorbia esula subsp. tommasiniana), конюшина гібридна (Trifolium hybridum), рівнинна (Trifolium campestre), повзуча (Trifolium repens), лучна (Trifolium pratense) та гірська (Trifolium montanum), грястиця збірна (Dactylis glomerata), пирій повзучий (Elytrigia repens), горошок тонколистий (Vicia tenuifolia), китник лучний (Alopecurus pratensis), жовтець багатоквітковий (Ranunculus polyanthemos), пажитниця багаторічна (Lolium perenne), тимофіївка лучна (Phleum pratense), вероніка довголиста (Veronica longifolia) та колосиста (Veronica spicata), пахуча трава (Anthoxanthum odoratum), стоколос розчепірений (Bromus squarrosus), рутвиця блискуча (Thalictrum lucidum), щавель кінський (Rumex confertus), суховершки звичайні (Prunella vulgaris), звіробій звичайний (Hypericum perforatum), смілка зозуляча (Silene flos-cuculi) та звичайна (Silene vulgaris), мильнянка лікарська (Saponaria officinalis), дзвінець малий (Rhinanthus minor) та нечуйвітер зонтичний (Hieracium umbellatum).

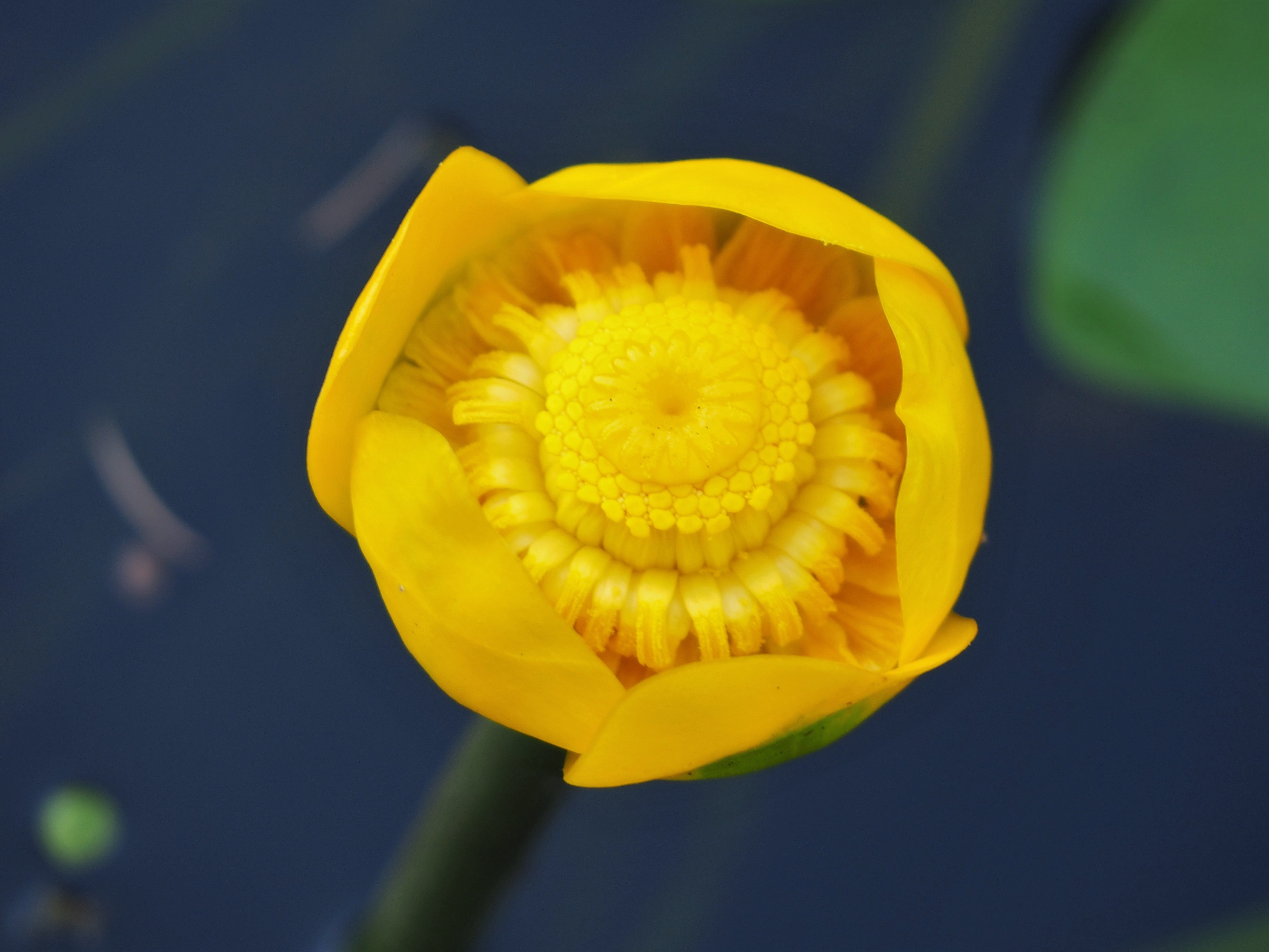
Глечики жовті прикрашають узбережжя Оболонської коси

На території об’єкту зустрічалися фрагменти вологих та заболочених лук за участі куничника очеретяного (Calamagrostis arundinacea), осоки гострої (Carex acuta), виткої виткої гречки берізкової (Fallopia convolvulus), плакуна лозного (Lythrum virgatum) та гадючника в’язолистого (Filipendula ulmaria). Виявлена також популяція півників сибірських (Iris sibirica), внесених до Червоної книги України.
Прибережно-водна рослинність була представлена такими видами як очерет (Phragmites australis), рогіз вузьколистий (Typha angustifolia), берула пряма (Berula erecta), катаброза водяна (Catabrosia aquatica), ситняг болотяний (Eleocharis palustris), ситник членистий (Juncus articulatus), куга озерна (Schoenoplectus lacustris), щавель прибережний (Rumex hydrolapathum) та вероніка джерельна (Veronica anagallis-aquatica).
В складі водної рослинності зростали жабурник (Hydrocharis morsus-ranae) та рдесник пронизанолистий (Potamogeton perfoiliatus). Вздовж узбережжя острова зростали поодинокі розетки водяного горіха (Trapa natans) та зарості глечиків жовтих (Nuphar lutea), які охороняються рішенням Київради 23.12.2004 р. за № 880/2290.
На водах Оболонської затоки зимують водоплавні птахи, а на самому острові фіксували бобра (Castor fiber).

## Історична цінність
На території об’єкту збереглися залишки кам’яного укріплення дніпровського берега, що походить, імовірно, ще з ХІХ ст.

## Приватизація території острова
У 2021 році в ЗМІ з'явилася інформація про те, що права власності на територію острова належать Костянтину Бойко, який отримав їх шляхом махінацій. Після публічного розголосу та втручання НАБУ у 2022 році право власності Бойка на острів та інші об'єкти було скасовано, а територія острова була прийнята у комунальну власність міста Києва.

## Втрата природної цінності і розважальний парк

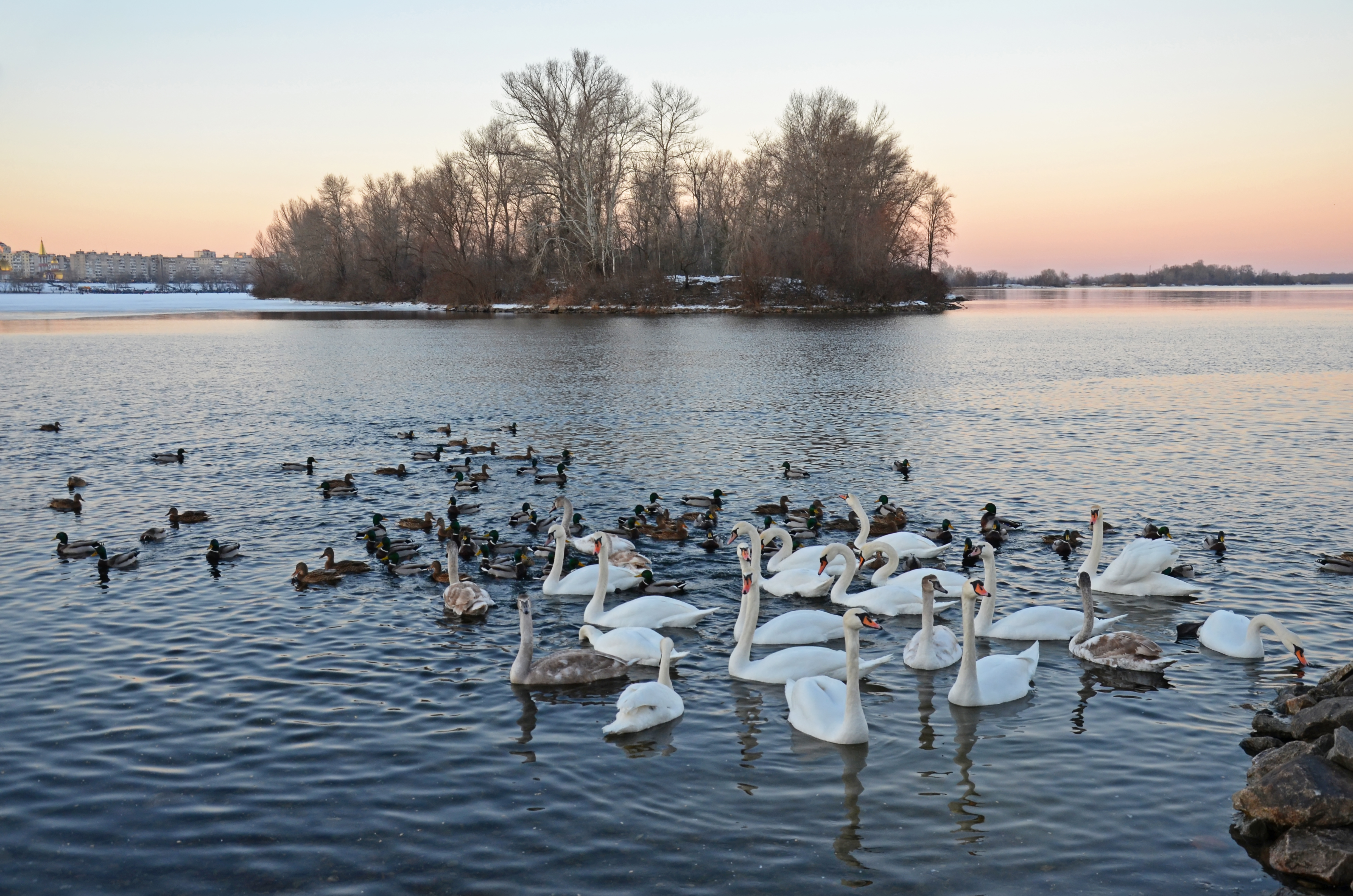
Скупчення водопланих птахів: лебедів шипунів та крижнів біля кінцівки Облонської коси

Острів Оболонської коси увійшов під номером 29 до зони стаціонарної рекреації регіонального ландшафтного парку "Дніпровські острови". Це абсолютно не відповідало його великій цінності. Природоохронці пропонували створити на цьому острові комплексну пам’ятку природи місцевого значення «Оболонська коса». В перспективі острів мав увійти до заповідної зони проектованого Національного природного парку "Дніпровські острови". Проте 2021 р. було прийнято рішення про будівництво мосту на острів Оболонської коси через вхід до Оболонської затоки, окрім того в 2022 р. побудовано стаціонарний міст придатний для автотранспорту з боку основи Оболонської коси (з півночі), Для пішої реареації та в інтересах збереження екоистеми цього сотрова потреби в такому будівництві немає. Нещодавно виник скандал щодо імовірного привласнення цього острова та виконання вищевказаних робіт з проведення сюди комунікацій в приватних інтересах.
Протягом 2023 -2024 рр. разом з будівництвом мосту з Оболонської набережної територію острова було сплановано, природну рослинність ліквідовано, розбудовано зону стаціонарної рекреації. Насьогодні острів повністю втратив свою природну цінність.
Наразі рекреаційна зона включає:
- пляжі

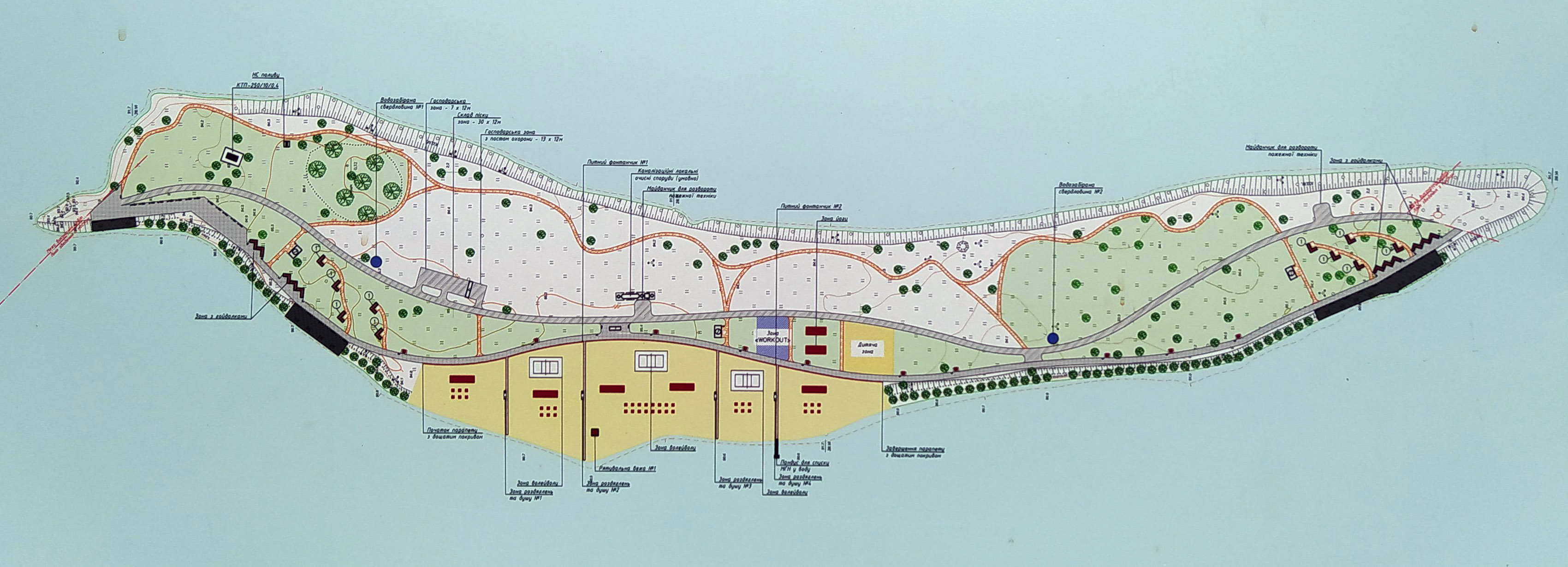
Проєктна схема рекреаційної зони на острові

- майданчики для різних видів спорту
- дитячі майданчики

Вартість робіт складає понад 170 млн. грн..
Для доступу будівельного та технологічного транспорту на острів з північної сторони, а також для доступу пішоходів зі сторони парку «Наталка» острів із правим берегом Дніпра зв'язують два мости: автомобільний та пішохідний.